# ریبنیتشک (ناحیه هاولیتشکوف برود)
ریبنیتشک (به چکی: Rybníček) یک منطقهٔ مسکونی در جمهوری چک است که در ناحیه هاولیتشکوف برود واقع شده‌است. ریبنیتشک ۳٫۶۱ کیلومتر مربع مساحت و ۶۸ نفر جمعیت دارد و ۴۷۹ متر بالاتر از سطح دریا واقع شده‌است.